# Itzaea sericea
Itzaea sericea  ist die einzige Art der Pflanzengattung Itzaea aus der Familie der Windengewächse (Convolvulaceae). Die Art ist in Mittelamerika verbreitet.

## Beschreibung

### Vegetative Merkmale
Itzaea sericea ist eine große, holzige Liane, die Längen von über 15 m erreicht. Die Stämme sind dicht und fein seidig behaart. Die Laubblätter besitzen 1,5 bis 3,5 cm lange Blattstiele und 7 bis 13 cm lange und 3,5 bis 6,5 cm breite, elliptisch-langgestreckten oder elliptisch-eiförmigen, ganzrandigen Blattspreiten. Nach vorn sind sie abgestumpft bis spitz zulaufend, an der Basis leicht herzförmig bis zugespitzt. Die Oberseite der Blätter ist unbehaart, die Unterseite ist dicht glänzend-seidig behaart.

### Blütenstände und Blüten
Die einzeln in den Achseln stehenden Blütenstände sind zymen-förmig und bestehen aus wenigen bis vielen Blüten. Die Blütenstandsstiele sind sehr kurz, die Blütenstiele haben eine Länge von 3 bis 4 mm. Die Kelchblätter sind etwa 4 mm lang, leicht unterschiedlich lang und nahezu rund. Die Außenseite ist seidig behaart, die Innenseite ist unbehaart. Die kleine, grüne Krone hat eine Länge von 1 cm und ist glockenförmig, schwach fünflappig und auf der Außenseite seidig behaart. Die Staubblätter setzen in der Kronröhre an und ragen leicht über die Krone hinaus. Die Staubfäden sind langgestreckt und an der Basis leicht verbreitert. Die Staubbeutel sind langgestreckt. Der Fruchtknoten ist einkammerig, bildet vier Samenanlagen und ist filzig behaart. Die zwei Griffel sind kurz und tragen zwei große, kugelig-köpfchenförmige Narben.

### Früchte und Samen
Die Früchte sind nahezu kugelförmige Kapseln, die einen Durchmesser von etwa 13 mm erreichen und unbehaart sind. Sie sind leicht verholzt, besitzen ein trockenes Perikarp und springen zunächst mit drei oder vier Klappen von der Spitze her auf, später teilen sie sich in eine Vielzahl von geraden, längsgerichteten Segmenten, die an die Dauben eines Fasses erinnern. Die drei bis vier Samen sind unbehaart und werden von einem leuchtend roten Fruchtfleisch umgeben.

## Verbreitung
Die Art ist in Mittelamerika verbreitet und ist dort aus Mexiko, Guatemala, Belize, von der Atlantikküste von Honduras und von Nicaragua bekannt.

## Botanische Geschichte und Etymologie
Die Art wurde 1931 von Paul Carpenter Standley mit dem Namen Lysiostyles sericea erstbeschrieben. Die Gattung Itzaea wurde 1944 von Standley und Julian Alfred Steyermark mit Itzaea sericea als einziger Art aufgestellt. Der Name der Gattung leitet sich von den Itzá-Mayas ab.

## Systematik
Innerhalb der Windengewächse wird die Gattung nach molekularbiologischen Erkenntnissen vorläufig in die Tribus Cresseae eingeordnet.